# Stiff Upper Lip (canção)
Stiff Upper Lip é uma canção da banda australiana de rock n'roll e heavy metal, AC/DC. Foi composta por Angus Young, Malcolm Young e o Brian Johnson no ano de 2001 para fazer parte do álbum Stiff Upper Lip.

## Posições nas tabelas
| Paradas                     | Posições |
| --------------------------- | -------- |
| Mainstream Rock Songs       | 1        |
| The Official Charts Company | 65       |

## Créditos
- Brian Johnson - Voz
- Angus Young - Guitarra solo
- Malcolm Young - Guitarra ritmo, voz secundária
- Cliff Williams - Baixo, voz secundária
- Phil Rudd - Bateria